# John Tavener
Ne doit pas être confondu avec le compositeur anglais de la Renaissance John Taverner.
Sir John Kenneth Tavener, né le 28 janvier 1944 à Wembley (Londres, Angleterre) et mort le 12 novembre 2013 à Child Okeford (Dorset), est un compositeur britannique de musique classique associé au mouvement de la musique minimaliste. Très prolifique (environ 300 pièces), son œuvre, très influencée par la religion, est associée au courant de la musique minimaliste dite « mystique ».

## Biographie
John Tavener a fait ses études à la Highgate School puis à la Royal Academy of Music où il suivit notamment les cours de Sir Lennox Berkeley. Il a lui-même été fait chevalier en 2000. Étant atteint du syndrome de Marfan, il est très grand et mince. Catholique, il se convertit à l'Église orthodoxe russe en 1977, ce qui influença fortement sa musique ultérieure,.

## Faits de carrière
- 1968 – The Whale est créé par le London Sinfonietta et ensuite enregistré sur le label des Beatles, Apple.
- 1971 – A Celtic Requiem enregistré par Apple.
- 1973 – Thérèse, l'histoire de Sainte Thérèse de Lisieux, commandé par le Royal Opera de Londres.
- 1989 – création de The Protecting Veil aux Proms à Londres.
- 2000 – création de Fall and Resurrection à la cathédrale St Paul de Londres (4 janvier 2000).
- 2000 – a reçu le titre de chevalier dans la Millennium Honours List.
- 2001 – compose la bande-son du court documentaire Pilgrimage de Werner Herzog.
- 2005 – création de Laila (Amu), la première collaboration avec le monde de la danse de Tavener, avec la compagnie Random Dance et la chorégraphie de Wayne McGregor.
- 2007 – création de The Beautiful Names par les BBC Symphony Chorus and Orchestra à la cathédrale Westminster. L’œuvre, chantée en arabe, est un mélange des 99 noms d'Allah trouvés dans le Qur'an.
- 2008 – création mondiale de "The anthem" chanté dans la cathédrale St Paul en la présence de la reine Elizabeth II et le duc d'Edinbourgh.
- Avril 2013 – création mondiale de Tolstoy's Creed et Three Hymns of George Herbert, interprété par le City Choir of Washington à la cathédrale nationale de Washington.
- 7 juillet 2013 – création mondiale de Love Duet from The Play of Krishna, If Ye Love Me et The Death of Ivan Ilyich durant un concert monographique donné au cours du festival international de Manchester.
- 16 mai 2015 – création mondiale posthume de It is Finished : a Ritual for Strasbourg Cathedral, dans le cadre du millénaire de la cathédrale de Strasbourg, par le Chœur et l'Orchestre Philharmonique de Strasbourg.

## Compositions
- Genesis (1962)
- Three Holy Sonnets of John Donne (1962, cycle de chansons)
- The Cappemakers (1964, opéra en un acte)
- Cain and Abel (1965, cantate)
- The Whale (1965–66, solistes, narrateur, chœur SATB, chœur d'enfants, orchestre)
- In alium (1968)
- A Celtic Requiem (1969, soprano solo, chœur SATB, chœur d'enfants, ensemble)
- In memoriam Igor Stravinsky (1971)
- Responsorium in Memory of Annon Lee Silver (1971)
- Ultimos ritos (1972)
- Canciones españolas (1972)
- Requiem for Father Malachy (1973)
- Thérèse (1973–76; opéra)
- Canticle of the Mother of God (1976)
- Liturgy of St John Chrysostom (1977)
- A Gentle Spirit (1977; opéra de chambre)
- Kyklike Kinesis (1977)
- The Immurement of Antigone (1978)
- Palintropos (1978)
- Akhmatova: Requiem (1979–80)
- Sappho: Lyrical Fragments (1980, cycle de chansons)
- Funeral Ikos (1981)
- The Great Canon of St Andrew of Crete (1981)
- Trisagion (1981, ensemble de cuivres)
- Mandelion (1981, orgue)
- The Lamb (1982), d'après le poème The Lamb de William Blake
- Towards the Son (1982)
- To a Child Dancing in the Wind (1983)
- Ikon of Light (1984, chœur et trio à cordes)
- Vigil Service (1984)
- Sixteen Haiku of Seferis (1984)
- A Mini Song Cycle for Gina (1984)
- Eis thanaton (1986, cantate)
- Akathist of Thanksgiving (1986–87)
- The Protecting Veil (1987, violoncelle, cordes), nommé avec Steven Isserlis en 1992 au Mercury Music Prize
- The Tyger (1987)
- Resurrection (1989)
- The Hidden Treasure (1989)
- The Repentant Thief (1990, clarinette et cordes)
- Mary of Egypt (opéra, 1991)
- The Last Sleep of the Virgin (1991)
- The Myrrh-Bearer (1993, alto, chœur et percussion)
- The Apocalypse (1993)
- Song for Athene (1993, chœur SATB), joué à l'enterrement de Diana Spencer
- Theophany (1993, orchestre)
- Diodia (1995, orchestre)
- Svyati (1995 chœur SSSAATTTBBBB et violoncelle), nommé au Mercury Music Prize
- Funeral Canticle (1996)
- A New Beginning (1999)
- Fall and Resurrection (2000)
- Lamentations and Praises (2001, 12 voix d'hommes, quatuor à cordes, flûte, trombone basse, percussion)
- Mother and Child (2002)
- The Veil of the Temple (2003, soprano, chœur SATB, chœur de garçons, ensemble)
- Schuon Lieder (2003, cycle de chansons pour soprano et ensemble) sur des poèmes de Frithjof Schuon[4]
- Laila (2004, musique pour la danse, soprano, ténor, orchestre), en collaboration avec Wayne McGregor
- Prayer of the Heart (2004), pour la chanteuse islandaise Björk et le quatuor Brodsky
- Sollemnitas in Conceptione Immaculata Beatae Mariae Virginis (2006; messe)
- The Beautiful Names (2007)
- Requiem (2008, violoncelle, solistes, chœur, orchestre)
- Towards Silence (2009, 4 quatuors à cordes, bol tibétain)
- The Death of Ivan Ilyich (2012, monodrame)

### Compositions pour le cinéma
- 2001 : bande originale du court-métrage documentaire Pilgrimage de Werner Herzog
- 2005 : bande originale du film Batalla en el cielo de Carlos Reygadas
- 2006 : Fragments of a Prayer pour le film Les Fils de l'homme d'Alfonso Cuarón

Par ailleurs ses œuvres ont souvent été reprises au cinéma : par exemple, le morceau The Lamb qui illustre La grande bellezza et Une jeune fille de 90 ans ou Funeral Canticle que l’on entend dans les films The Tree of Life, The Immigrant et Une vie entre deux océans.